# Дилан О’Брајен
Дилан Роудс О’Брајен (енгл. Dylan Rhodes O'Brien; Њујорк, 26. август 1991) амерички је глумац. Познат је по главној улози Тома у трилогији дистопијске научне фантастике Лавиринт — Немогуће бекство и по улози Стајлса Стилинског у телевизијској серији Млади вукодлак. Играо је у главној улози у филмовима попут Први пут, Амерички плаћеник, Бамблби и Љубав и чудовишта и у споредним улогама у филмовима као што је Пакао на хоризонту.

## Биографија
Рођен је у 26. августа 1991. године Њујорку. Син је Лисе (рођ. Роудс), бивше глумице која је водила глумачку школу, и оца Патрика О’Брајена, сниматеља. До своје дванаесте године живео је у Њу Џeрзију, а затим се с породицом преселио у Калифорнију. Отац му је ирског, а мајка италијанског, енглеског и шпанског порекла. Године 2009. завршио је средњу школу. С 14 година је почео да објављује видео-снимке на свом јутјуб каналу. Кад је био у средњој школи, локални продуцент и редитељ су му понудили да се прикључи екипи која ради на веб-серији. Док је радио на њој, упознао је глумца који га је повезао с менаџером. Намеравао је да похађа универзитет, али је уместо тога одлучио да настави глумачку каријеру. 

## Каријера
Пре почетка глумачке каријере, О’Брајн је продуцирао, режирао и глумио у бројним комичним краткометражним филмовима које је објавио путем свог канала на YouTube-у. Био је и бубњар. Прошао је неколико аудиција пре него што је добио једну од главних улога у серији Млади Вукодлак, која је заснована на истоименом филму из 1985. године. Намеравао је да игра Скота. Међутим, пошто је прочитао сценарио, зажелео је да глуми Стајлса. Године 2010. почео је да глуми Стајлса у серији. Глумио је 2011. у импровизованом комичном филму Дугачак пут. Следеће године је глумио с Брит Робертсон у романтичној комедији Први пут.
Године 2016. појавио се у трилер-драми Пакао на хоризонту. Глумио је 2017. у филму Амерички убица, америчком трилеру у којем је играо титуларног лика Мича Рапа, а давао је и гласове ликовима из појединих филмова
Године 2019. О’Брајен је гостовао у комичној серији Чудан град. Играо је титуларне улоге у мистериозном трилеру Едукација Фредрика Фицела, снимљеног 2018. године, и постапокалиптичном филму о путовањима Монструозни проблеми, у којем је глумио с Мајклом Рукером

### Лавиринт
Године 2013. снимио је Лавиринт — Немогуће бекство, који је почео да се снима у лето 2013. године, док је био у паузи од Младог вукодлака. Играо је Томаса, главну улогу. Репризирао је улогу Томаса у филму Лавиринт — Лек смрти и Лавиринт — Бег кроз згариште. Марта 2016. О’Брајен се тешко повредио на сету током снимања филма Лавиринт — Лек смрти. Био је у појасу на врху возила у покрету кад га је неочекивано скинуло с возила и ударило друго возило. Његове повреде су фрактура лица, потрес и трауме мозга. После је изјавио да је несрећа „сломила већи део десне стране” његовог лица; подвргнут је реконструктивној операцији лица. Након вишемесечног опоравка започео је рад на другим пројекатима. Потпуно се опоравио кад се марта 2017. вратио у поставу Лавиринт — Лек смрти. Филм је премијерно приказан 26. јануара 2018. године.

## Филмографија

### Филм
| Година | Српски назив                 | Изворни назив | Улога           | Напомене    |
| ------ | ---------------------------- | ------------- | --------------- | ----------- |
| 2011.  | Н/Д                          |               | Чарли Браун     | кратки филм |
| 2011.  | Н/Д                          |               | Џими            |             |
| 2012.  | Први пут                     |               | Дејв Хоџман     |             |
| 2013.  | Млађи референти              |               | Стјуарт Томбли  |             |
| 2014.  | Лавиринт — Немогуће бекство  |               | Томас           |             |
| 2015.  | Лавиринт — Бег кроз згариште |               | Томас           |             |
| 2016.  | Пакао на хоризонту           |               | Кејлеб Холовеј  |             |
| 2017.  | Амерички плаћеник            |               | Мич Реп         |             |
| 2018.  | Бамблби                      |               | Бамблби (глас)  |             |
| 2018.  | Лавиринт — Лек смрти         |               | Томас           |             |
| 2020.  | Н/Д                          |               | Фредрик Фицел   |             |
| 2020.  | Љубав и чудовишта            |               | Џоел Досон      |             |
| 2021.  | Н/Д                          |               | Хајнрих Тредвеј |             |
| 2021.  | Н/Д                          |               | Н/Д             | кратки филм |
| 2024.  | Језеро Кадо                  |               | Парис           |             |

### Телевизија
| Година     | Српски назив            | Изворни назив | Улоге            | Напомене                      |
| ---------- | ----------------------- | ------------- | ---------------- | ----------------------------- |
| 2011—2017. | Млади вукодлак          |               | Стајлс Стилински | главна улога                  |
| 2013.      | Н/Д                     |               | Питер            | веб-серија; епизода: „Цимери” |
| 2013.      | Нова девојка            |               | лик              | епизода: „Девице”             |
| 2019.      | Н/Д                     |               | Стју Максом      | епизода: „Онај прави”         |
| 2020.      | Невероватне приче       |               | Сем Тејлор       | епизода: „Подрум”             |
| 2021.      | Без одушевљавања, молим |               | себе             | епизода: „Колачићу”           |

## Награде и номинације
| Година | Награда                | Филм/Серија        | Успех      |
| ------ | ---------------------- | ------------------ | ---------- |
| 2013.  | Young Hollywood Awards | Млади вукодлак     | Освојено   |
| 2014.  | Giffoni Film Festival  | Његов              | Honored    |
| 2014.  | NewNowNext Awards      | Немогуће бекство]  | Номинација |
| 2014.  | Teen Choice Awards     | Млади вукодлак     | Освојено   |
| 2014.  | Young Hollywood Awards | Његов              | Освојено   |
| 2015.  | Melty Future Awards    | Његов              | Освојено   |
| 2015.  | MTV Movie Awards       | Немогуће бекство   | Освојено   |
| 2015.  | MTV Movie Awards       | Немогуће бекство   | Освојено   |
| 2015.  | MTV Movie Awards       | Немогуће бекство   | Номинација |
| 2015.  | MTV Movie Awards       | Немогуће бекство   | Освојено   |
| 2015.  | Teen Choice Awards     | Немогуће бекство   | Номинација |
| 2015.  | Teen Choice Awards     | Немогуће бекство   | Номинација |
| 2015.  | Teen Choice Awards     | Млади вукодлак     | Освојено   |
| 2016.  | Teen Choice Awards     | Pakao na horizontu | Освојено   |
| 2016.  | Teen Choice Awards     | Бег кроз згариште  | Освојено   |
| 2016.  | Teen Choice Awards     | Бег кроз згариште' | Освојено   |
| 2016.  | Teen Choice Awards     | Млади вукодлак     | Освојено   |
| 2017.  | Teen Choice Awards     | Млади вукодлак     | Освојено   |
| 2017.  | Teen Choice Awards     | Млади вукодлак     | Номинација |
| 2018.  | BreakTudo Awards       | Лек смрти          | Освојено   |
| 2018.  | Teen Choice Awards     | Лек смрти          | Номинација |
| 2018.  | Teen Choice Awards     | Лек смрти          | Номинација |